# Орден «За военные заслуги» (Канада)
О́рден «За вое́нные заслу́ги» (англ. Order of Military Merit, фр. Ordre du Mérite militaire) — высокая канадская награда, учреждённая в 1972. Эта награда вручается членам Канадских вооружённых сил, проявившим больше преданности и усердия, чем их в этом обязывал долг. В 2008 году к этому ордену были представлены 106 членов Канадских вооружённых сил.

## Описание
Медаль представляет собой прямолинейный синий эмалированный крест с расширяющимися концами. Окаймление креста золотое, а в центре помещено красное кольцо с надписью «MERIT MÉRITE CANADA». Над крестом помещена корона святого Эдуарда.
Знак отличия вешается на шею на голубой ленте шириной 3,8 см с золотой каймой. Петличный знак отличия — синий крест с красным кленовым листом — носится на обычной ленте. Награждения следующей степенью ордена обозначаются ношением петличных знаков отличия действующей степени и предыдущих степеней на одной ленте.
Девиз ордена: Officium ante commodum, — что означает «служба прежде всего».
Дизайн создан г-ном Брюсом Битти.

## Степени и старшинство
Орден «За военные заслуги» имеет три степени.
Степень, жалуемая лицу, получающему орден, зависит от уровня его ответственности. Королева Канады является источником чести ордена, генерал-губернатор — его канцлером и командором, начальник штаба обороны — его великим командором.
| Командор | CMM |  | Служба, достойная высокой награды, и проявление лидерства при исполнении высоких и ответственных обязанностей. По состоянию на август 2009 г. насчитывается 211 ныне живущих командоров. | Член ордена Канады (CM)                      | Командор ордена «За заслуги полицейского корпуса» (COM) |
| Офицер   | OMM |  | Служба, достойная высокой награды, при исполнении ответственных обязанностей. По состоянию на август 2009 г. насчитывается 1021 ныне живущий офицер.                                     | Командор королевского ордена Виктории (CVO)  | Кавалер ордена «За заслуги полицейского корпуса» (OOM)  |
| Член     | MMM |  | Исключительные качества при исполнении своих обязанностей. По состоянию на август 2009 г. насчитывается 2439 ныне живущих членов.                                                        | Лейтенант королевского ордена Виктории (LVO) | Член ордена «За заслуги полицейского корпуса» (MOM)     |

## Назначения
Число ежегодно представляемых к ордену не должно превышать 0,1 % численности всех членов Канадских вооружённых сил за предыдущий год. Из представленных к ордену 6 % являются командорами, 30 % — кавалерами и 64 % — членами. Назначения осуществляются командующими вооружёнными силами каждый год. Знаки ордена вручает генерал-губернатор на церемонии в Ридо-холле.

## Члены ордена

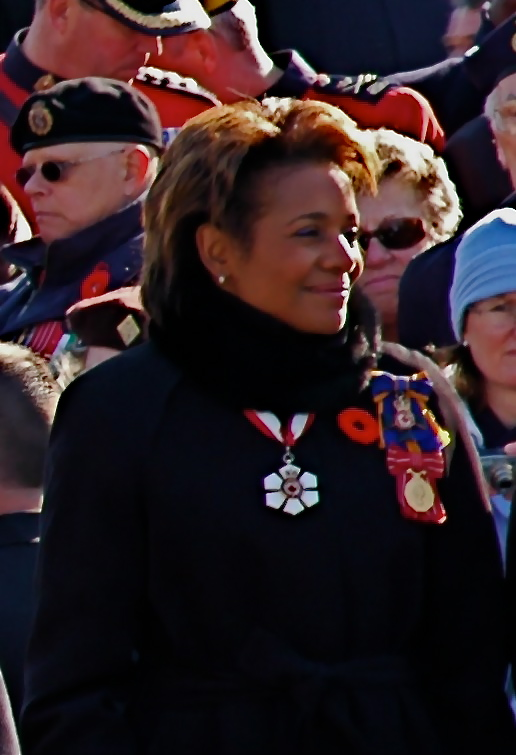
Генерал-губернатор Микаэль Жан со знаком медали Ордена «За военные заслуги» на левом плече во время церемонии дня памяти в Оттаве в 2007

В ордене состоят 3639 членов. Король Карл lll, король Канады, источник чести и суверен ордена «За военные заслуги».
Канцлеры
- Дэниел Роланд Миченер, королевский адвокат, 1972—1974
- Жюль Леже, 1974—1980
- Эдвард Ричард Шрейер, 1980—1985
- Жанна Матильд Сове, 1985—1990
- Рамон Джон Гнатышин, королевский адвокат, 1990—1995
- Ромео Леблан, 1995—1999
- Адриенна Кларксон, 1999—2005
- Микаэль Жан, 2005—2010
- Дэвид Ллойд Джонстон

Великие командоры
- Генерал Ф. Р. Шарп, 1972
- Генерал Д. А. Декстраз, 1972—1977
- Адмирал Р. Г. Фолс, 1977—1980
- Генерал Р. М. Уитерс, 1980—1983
- Генерал Ж. К. Терио, 1983—1986
- Генерал П. Мэнсон, 1986—1989
- Генерал А. Ж. Ж. Д. де Шатлен, 1989—1993
- Адмирал Д. Андерсон, 1993—1994
- Генерал А. Ж. Ж. Д. де Шатлен, 1994—1995
- Генерал Д. Бойль, 1995
- Вице-адмирал Л. Э. Мюррей, (исполняющий обязанности) 1996—1997
- Генерал М. Бариль, 1997—2001
- Генерал Р. Р. Эно, 2001—2005
- Генерал Р. Хиллиер, 2005—2008
- Генерал У. Натынчик, 2008 —